# Barzy-sur-Marne
Barzy-sur-Marne – miejscowość i gmina we Francji, w regionie Hauts-de-France, w departamencie Aisne.
Według danych na styczeń 2014 roku gminę zamieszkiwały 393 osoby, a gęstość zaludnienia wynosiła 52,5 osób/km².